# Louis Joseph Xavier François của Pháp

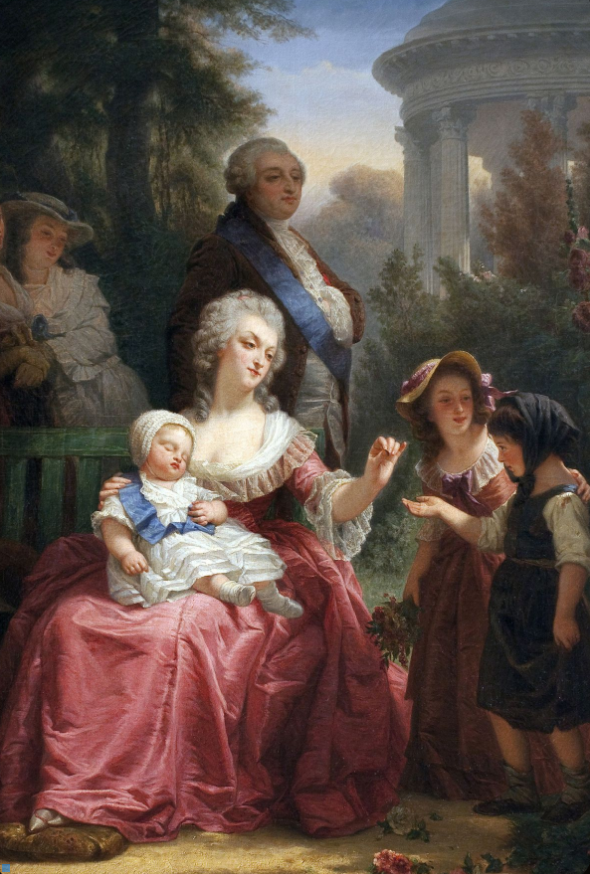
Louis XVI và Maria Antonia cùng hai đứa con của họ.

Louis Joseph Xavier François của Pháp (22 tháng 10 năm 1781 - 4 tháng 6 năm 1789) là trưởng nam và con thứ hai của vua Louis XVI của Pháp và vương hậu Maria Antonia của Áo. Ông là con trai của Quốc vương Pháp, cho nên được phong Fils de France, đồng thời là con trai trưởng của nhà vua cho nên ông là người thừa kế ngai vàng của Pháp được phong là Dauphin của nước Pháp từ khi mới sinh.
Ông là anh trai của vua Louis XVII.
Là một đứa trẻ có sức khỏe yếu, ông qua đời ở tuổi bảy tuổi rưỡi tại Château de Meudon vì bệnh lao vào ngày 4 tháng 6 năm 1789, trong khi các Hội nghị ba đẳng cấp đang diễn ra.
Louis Joseph Xavier François được sinh ra tại Cung điện Versailles vào ngày 22 tháng 10 năm 1781, là con thứ hai (sau mười một năm chung sống của cha mẹ ông) và là con trai đầu lòng của Vua Louis XVI và Vương hậu Maria Antonia.
Louis Joseph là tằng tôn của vua Louis XV của Pháp. Tổ phụ của ông là Thái tử Louis Ferdinand của Pháp, Dauphin của Pháp.
Ông được rửa tội vào ngày sinh nhật của mình, tại nhà nguyện của Cung điện Versailles, bởi Louis René Édouard de Rohan, Đại tuyên úy của Pháp, với sự có mặt của Honoré Nicolas Brocquevielle, linh mục của Nhà thờ Đức Bà Versailles. Cha đỡ đầu của ông là Hoàng đế Joseph II của Thánh chế La Mã, đại diện là Louis Stanislas Xavier, và mẹ đỡ đầu là Marie Clotilde của Pháp, Thân vương phi xứ Piedmont, đại diện là Élisabeth, em gái của Vua Louis XVI. 
Cậu bé vừa chào đời là Dauphin được mong đợi từ lâu, người thừa kế ngai vàng Pháp của cha mình, vì Luật Salic, quy định rằng phụ nữ không được kế thừa ngai vàng, đã áp dụng cho chị gái lớn của cậu, Marie Thérèse Charlotte, Madame Royale. Sự ra đời của Louis Joseph đã chấm dứt hy vọng của chú cậu, Bá tước xứ Provence, về việc kế vị anh trai Louis XVI (Hy vọng trở thành vua của ông tan vỡ khi cháu trai ra đời).

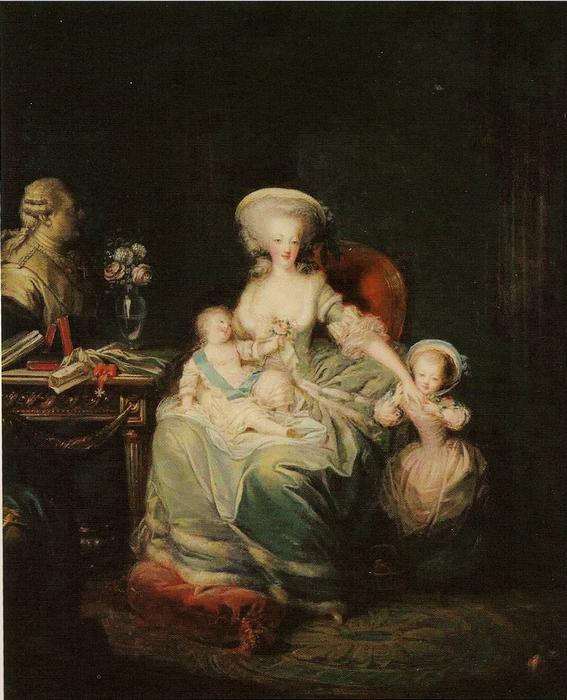
Marie Antoinette và các con, Louis Joseph và Madame Royale cùng bức tượng bán thân Louis XVI.

Lúc 8 giờ 30 tối cùng ngày, một màn bắn pháo hoa vô cùng đẹp mắt được tổ chức tại khu vực diễu hành, nơi Nhà vua và toàn thể Triều đình có thể nhìn thấy từ ban công phòng mình. Các hoàng tử và tất cả quý tộc trong triều đã có vinh dự bày tỏ sự tôn kính đối với Louis XVI nhân dịp sự ra đời của Louis Joseph.

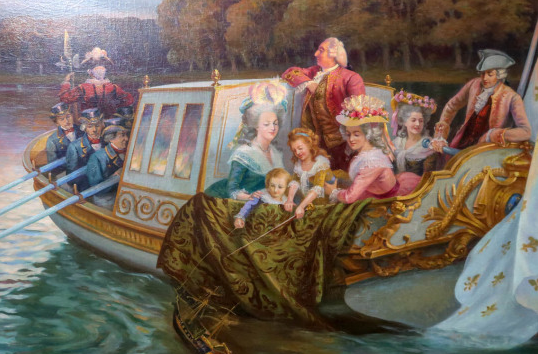
Gia đình hoàng gia Pháp đi dạo trên con thuyền gondola trên con kênh lớn của cung điện Versailles.

Hộ gia đình riêng của cậu được thành lập ngay khi cậu chào đời. Cậu được chăm sóc bởi Victoire de Rohan, người giám hộ của các con cái hoàng gia Pháp, cho đến khi bà bị thay thế vào năm 1782 bởi Yolande de Polastron, nữ công tước Polignac, một trong những người bạn thân yêu thích của mẹ cậu. Phó giám hộ của cậu là Maréchal de camp Antoine Charles Augustin d'Allonville. Vú nuôi cậu là Geneviève Poitrine, người sau này bị buộc tội đã truyền bệnh lao cho Dauphin trẻ tuổi.
Louis có một chị gái, một em trai và một em gái, Marie Thérèse Charlotte của Pháp, Madame Royale, sinh năm 1778, Louis-Charles của Pháp, Công tước xứ Normandy, vào năm 1785, và Sophie Hélène Béatrice của Pháp, Little Madame Sophie, vào năm 1786. Hết tất cả các anh chị em của mình, Louis là người thân nhất với Marie Thérèse, và sau khi ông qua đời thì chỉ còn lại Louis Charles. 

### Giáo dục

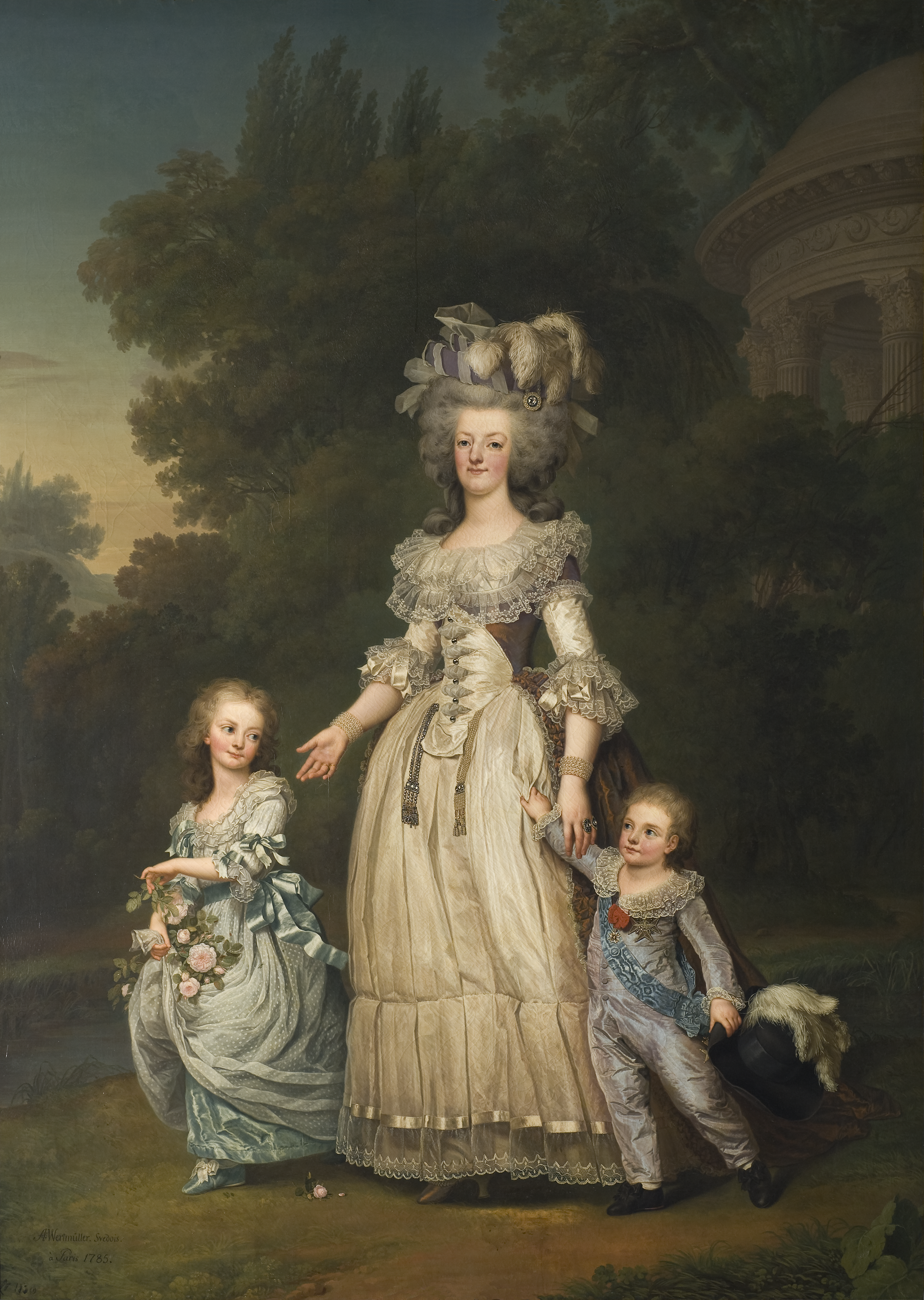
Vương hậu Maria Antonia và 2 người con của bà Marie-Thérèse và Louis Joseph (1785).

Giống như chị gái của mình, Marie-Thérèse, Louis giữ một mối quan hệ vô cùng thân thiết với phụ vương và mẫu hậu. 
Nhà vua, người cha tận tâm và mực thước, truyền dạy cho các con mình một lối sống giản dị, ngay cả trong cung điện Versailles tráng lệ. Khi có khách đến thăm, ngài không cho phép họ xưng hô quá long trọng, mà chỉ yêu cầu gọi con trai mình là “Thưa Đức Thái tử” (Monsieur le Dauphin), thay vì “Thưa Đức Ông” (Monseigneur).
Louis XVI, người rất quan tâm đến việc giáo dục con cái, đã yêu cầu nhà địa lý Mancelle tạo ra một quả địa cầu có thể chuyển đổi, cho thấy các vùng đất nổi và chìm, cùng với những kiến thức bổ sung khác, như một loạt tranh vẽ trên da bò rừng bison.
Vua Louis XVI quyết định chọn một quý tộc từ Dauphiné làm người hầu đầu tiên của cậu: Pierre-Jean de Bourcet, cựu trung úy của quân đội hoàng gia nước Pháp, người sẽ trung thành với cậu cho đến khi qua đời.
Dẫu còn nhỏ, Louis Joseph đã được các cận thần, khách khứa và bạn hữu triều đình ca tụng là đứa trẻ thông minh, hoạt bát và đầy lòng nhân hậu, gây ấn tượng bởi những câu trả lời sắc bén. Tuy nhiên, Louis-Joseph được giáo dục để trị vì và cũng thể hiện một sự yêu thích nhất định đối với quyền lực và sự lãnh đạo.
Một ngày kia, trong lúc vui chơi với bạn, một món đồ sứ bị vỡ. Người bạn nhỏ hoảng hốt bỏ chạy, còn vị Thái tử ngây thơ lại là người bị phạt. Khi kẻ thật sự gây ra lỗi quay lại để thú nhận, có người hỏi cậu bé tại sao không nói rõ sự thật, Louis Joseph điềm đạm đáp: “Chẳng phải là bổn phận của ta đi tố cáo người khác.” – câu trả lời ấy khiến mọi người trong phòng đều lặng người vì xúc động.
Louis XVI và Maria Antonia là những bậc cha mẹ rất quan tâm đến việc giáo dục con cái, nhưng họ lại quá lạc quan về sức khỏe của Louis Joseph. Vương hậu đã tưởng tượng rằng bà sẽ gả cậu cho cháu gái Maria Amalia của Napoli và Sicilia, sinh năm 1782. Nhưng cuộc hôn nhân này sẽ không bao giờ xảy ra vì Maria Amalia trở thành Vương hậu nước Pháp từ năm 1830 đến 1848 thông qua cuộc hôn nhân với Louis-Philippe I của Pháp, Quốc vương nước Pháp.
Nhà vua cho xây dựng một khu vườn nhỏ cho con trai gần phòng của cậu, vào mùa xuân năm 1785 (lúc đó cậu mới 3 tuổi), Louis XVI tự mình đến làm vườn cùng con trai và dạy cậu cách sử dụng các công cụ.
Trong những giờ chơi, Thái tử thường sánh vai cùng người bạn chơi là Adèle d’Osmond, người sau này trở thành nữ bá tước xứ Boigne, (nổi tiếng ngày nay nhờ hồi ký của mình) cô sống tại Versailles vì mẹ cô là nữ hầu của Madame Adélaïde.

### Sức khỏe

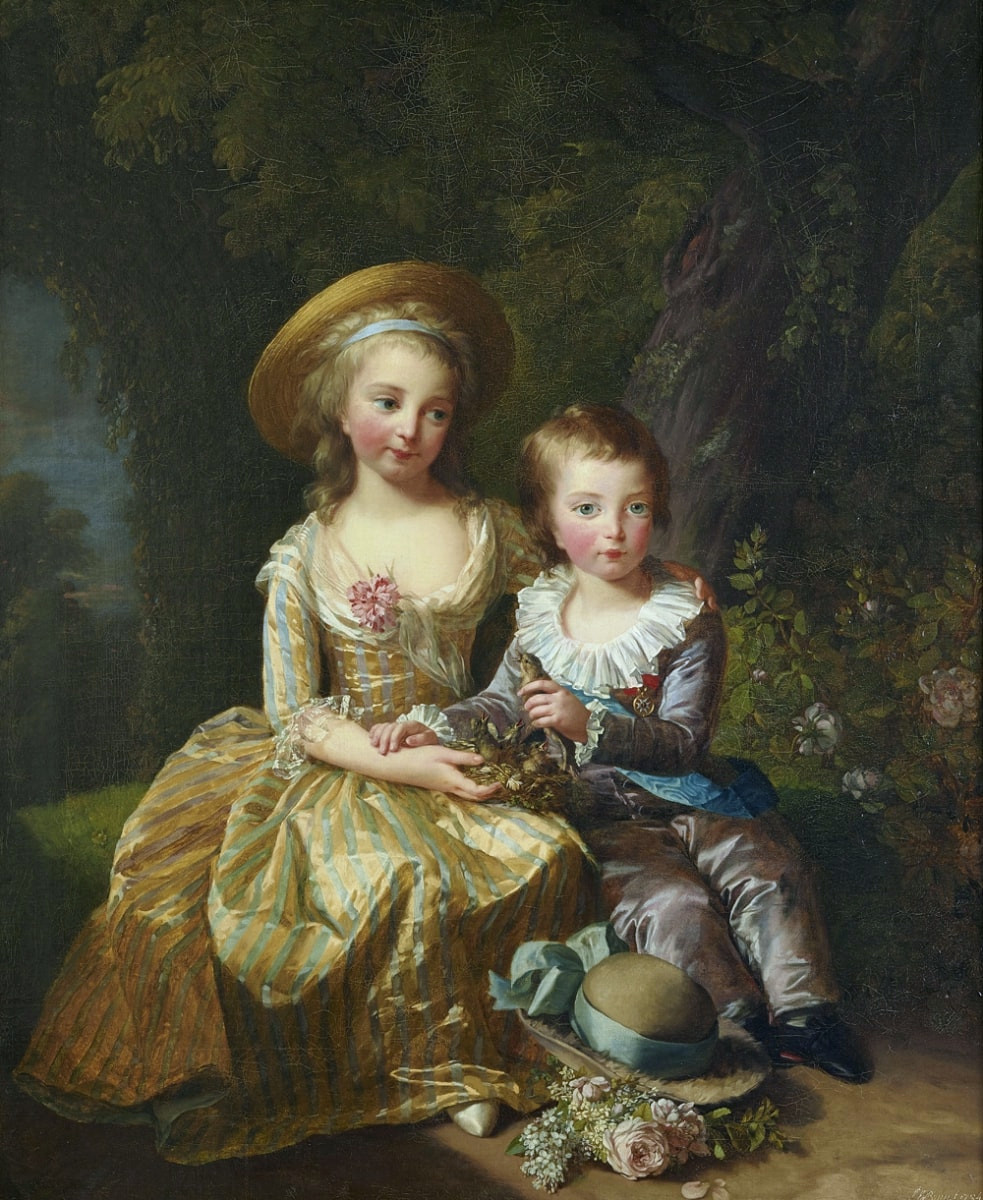
Công chúa Marie Thérèse và em trai Louis Joseph, do Élisabeth Vigée Le Brun vẽ (1784).

Mặc dù học giỏi, nhưng từ năm 1784, sức khỏe của Louis Joseph bắt đầu suy yếu.

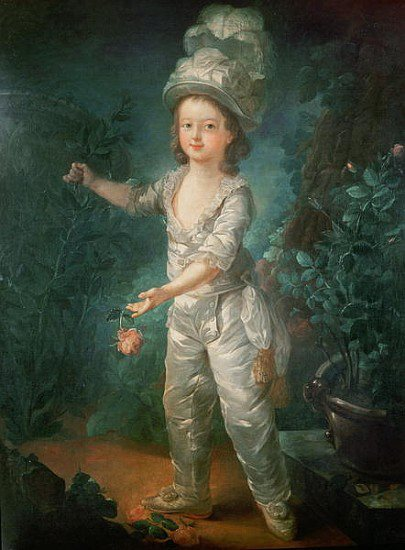
Louis Joseph khi cậu bị bệnh, do Jacques Fabien Gautier d'Agoty vẽ.

Khi lên ba tuổi, cậu bị sốt cao kéo dài. Dù có thời gian hồi phục, nhưng đến tháng 3 năm 1785, sau khi tiêm vắc-xin phòng bệnh đậu mùa, sức khỏe cậu càng suy giảm rõ rệt, khiến cơ thể yếu ớt và chậm lớn.
Bệnh tình của Thái tử ngày càng nặng.
Dù vẫn nỗ lực học tập và thể hiện sự lễ phép, những cơn sốt tái phát không ngừng trong năm 1786 báo hiệu căn bệnh lao nguy hiểm.
Trong suốt năm 1786 và 1787, Louis Joseph bị sốt cao liên tục, cột sống biến dạng dẫn đến gù lưng. Triều đình nỗ lực vô vọng để nắn thẳng xương sống của Thái tử bằng đai sắt thứ công cụ vừa đau đớn vừa gò bó, khiến tuổi thơ của ngài bị cướp mất từng ngày.

Từ năm 1788, bệnh tình của cậu nặng dần: sốt liên miên, mất khả năng cử động tay chân, nằm liệt giường, chỉ thi thoảng ra ngoài bằng xe lăn. Căn bệnh lao phổi mà cậu mắc phải càng ngày càng tàn phá cơ thể dưới ánh mắt bất lực của cha mẹ cậu, người đau khổ chứng kiến cảnh con mình như vậy và suy yếu từng ngày. 

Maria Antonia với 3 người con còn sống của bà, Marie Thérèse, Louis Charles (ngồi trên đùi) và Louis Joseph đang chỉ vào chiếc nôi rỗng, báo hiệu cái chết gần đây của đứa con thứ tư Sophie. Cô bé Sophie qua đời trước khi bức tranh này hoàn thành nên họa sĩ Élisabeth Vigée-Lebrun đã xóa Sophie ra khỏi bức tranh để tránh việc Maria Antonia quá đau buồn. (1787)

Louis Joseph qua đời vào lúc một giờ sáng ngày 4 tháng 6 năm 1789 tại Château de Meudon vì bệnh lao. Cậu là hoàng thái tử cuối cùng sống tại lâu đài này. Cậu qua đời xa cha mẹ, những người không được phép có mặt trong những giây phút cuối cùng của con trai hoặc tham dự tang lễ của cậu, do quy tắc hoàng gia. Lễ an táng của Louis Joseph được tổ chức đơn giản vào ngày 13 tháng 6 tại Vương cung thánh đường Saint-Denis.  Trong khi trái tim của Thái tử được đưa đến đặt tại nhà nguyện Sainte-Anne thuộc giáo đường Val-de-Grâce – nơi cất giữ trái tim của các quân vương và vương hậu nước Pháp. 
chỉ một tháng trước khi Cuộc tấn công vào ngục Bastille. 
Sau khi Louis Joseph qua đời, danh hiệu Dauphin được chuyển cho người em trai Louis Charles, Công tước xứ Normandie (1785-1795), người cũng qua đời trong Cách mạng Pháp, tại nhà tù Temple ở Paris khi mới 10 tuổi.
Cái chết của cậu bé làm chị gái của cậu, Marie-Thérèse, rất đau buồn, nhưng làm cho Maria Antonia hoàn toàn suy sụp, bà ngất xỉu khi nhận được tin con mình qua đời. Nhà vua, người thăm con mỗi ngày, cũng chìm trong nỗi buồn vô cùng. 

Maria Antonia viết thư cho anh trai mình là hoàng đế Leopold II của Thánh Chế La Mã : 
Quốc dân không những không nhận ra cái chết của đứa con trai tội nghiệp của tôi, mà dường như họ chẳng hề để ý đến 
Thực tế là trong thời kỳ chính trị bất ổn này, người dân Pháp hầu như không nhận ra sự ra đi của người thừa kế ngai vàng và ít nghĩ đến nỗi đau mà vua và hoàng hậu phải chịu đựng với tư cách là những người cha mẹ. Vào ngày 16 tháng 10 năm 1793, trong khi Marie-Antoinette bị đưa lên đoạn đầu đài, những người cách mạng đã xâm phạm phần mộ của Louis Joseph.
- Ngày 22 tháng 10 năm 1781 – 4 tháng 6 năm 1789 : Hoàng thân Điện hạ Dauphin nước Pháp

Quận Dauphin, Pennsylvania, nơi có thành phố Harrisburg, được đặt tên theo Louis Joseph. Vào năm 1785, khi cơ quan lập pháp Pennsylvania họp tại Philadelphia, họ đã đặt tên cho quận mới được thành lập, nằm về phía tây bắc của Lancaster và phía bắc của York, để cảm ơn Pháp vì đã giúp Hoa Kỳ giành được độc lập từ Đế quốc Anh. Trong quận này, thị trấn Dauphin, được đặt tên khi nó được thành lập vào năm 1845, cũng gián tiếp mang tên ông.
| \| \| \| \| \| \| \| \| \| \| \| \| \| \| \| \| \| \| \| \| 16. Louis của Pháp \| \| \| \| \| \| \| \| \| \| \| \| \| \| \| \| \| \| \| \| \| \| \| \| \| \| \| \| \| \| \| \| \| \| \| \| \| \| \| \| \| \| \| \| \| \| \| \| \| \| \| \| \| \| 8. Louis XV của Pháp \| \| \| \| \| \| \| \| \| \| \| \| \| \| \| \| \| \| \| \| \| \| \| \| \| \| \| \| \| \| \| \| \| \| \| \| \| \| \| \| \| \| \| \| \| \| \| \| \| \| \| \| \| \| 17. Maria Adelaide của Savoia \| \| \| \| \| \| \| \| \| \| \| \| \| \| \| \| \| \| \| \| \| \| \| \| \| \| \| \| \| \| \| \| \| \| \| \| \| \| \| \| \| \| \| \| \| \| \| \| \| \| \| \| \| \| 4. Louis Ferdinand của Pháp \| \| \| \| \| \| \| \| \| \| \| \| \| \| \| \| \| \| \| \| \| \| \| \| \| \| \| \| \| \| \| \| \| \| \| \| \| \| \| \| \| \| \| \| \| \| \| \| \| \| \| \| \| \| 18. Stanisław I của Ba Lan \| \| \| \| \| \| \| \| \| \| \| \| \| \| \| \| \| \| \| \| \| \| \| \| \| \| \| \| \| \| \| \| \| \| \| \| \| \| \| \| \| \| \| \| \| \| \| \| \| \| \| \| \| \| 9. Maria của Ba Lan \| \| \| \| \| \| \| \| \| \| \| \| \| \| \| \| \| \| \| \| \| \| \| \| \| \| \| \| \| \| \| \| \| \| \| \| \| \| \| \| \| \| \| \| \| \| \| \| \| \| \| \| \| \| 19. Katarzyna Opalińska \| \| \| \| \| \| \| \| \| \| \| \| \| \| \| \| \| \| \| \| \| \| \| \| \| \| \| \| \| \| \| \| \| \| \| \| \| \| \| \| \| \| \| \| \| \| \| \| \| \| \| \| \| \| 2. Louis XVI của Pháp \| \| \| \| \| \| \| \| \| \| \| \| \| \| \| \| \| \| \| \| \| \| \| \| \| \| \| \| \| \| \| \| \| \| \| \| \| \| \| \| \| \| \| \| \| \| \| \| \| \| \| \| \| \| 20. August II của Ba Lan \| \| \| \| \| \| \| \| \| \| \| \| \| \| \| \| \| \| \| \| \| \| \| \| \| \| \| \| \| \| \| \| \| \| \| \| \| \| \| \| \| \| \| \| \| \| \| \| \| \| \| \| \| \| 10. August III của Ba Lan \| \| \| \| \| \| \| \| \| \| \| \| \| \| \| \| \| \| \| \| \| \| \| \| \| \| \| \| \| \| \| \| \| \| \| \| \| \| \| \| \| \| \| \| \| \| \| \| \| \| \| \| \| \| 21. Christiane Eberhardine xứ Brandenburg-Bayreuth \| \| \| \| \| \| \| \| \| \| \| \| \| \| \| \| \| \| \| \| \| \| \| \| \| \| \| \| \| \| \| \| \| \| \| \| \| \| \| \| \| \| \| \| \| \| \| \| \| \| \| \| \| \| 5. Maria Josepha của Ba Lan \| \| \| \| \| \| \| \| \| \| \| \| \| \| \| \| \| \| \| \| \| \| \| \| \| \| \| \| \| \| \| \| \| \| \| \| \| \| \| \| \| \| \| \| \| \| \| \| \| \| \| \| \| \| 22. Joseph I của Thánh chế La Mã \| \| \| \| \| \| \| \| \| \| \| \| \| \| \| \| \| \| \| \| \| \| \| \| \| \| \| \| \| \| \| \| \| \| \| \| \| \| \| \| \| \| \| \| \| \| \| \| \| \| \| \| \| \| 11. Maria Josepha Benedikta của Áo \| \| \| \| \| \| \| \| \| \| \| \| \| \| \| \| \| \| \| \| \| \| \| \| \| \| \| \| \| \| \| \| \| \| \| \| \| \| \| \| \| \| \| \| \| \| \| \| \| \| \| \| \| \| 23. Wilhelmine Amalie xứ Braunschweig-Lüneburg \| \| \| \| \| \| \| \| \| \| \| \| \| \| \| \| \| \| \| \| \| \| \| \| \| \| \| \| \| \| \| \| \| \| \| \| \| \| \| \| \| \| \| \| \| \| \| \| \| \| \| \| \| \| 1. Louis Joseph Xavier François của Pháp \| \| \| \| \| \| \| \| \| \| \| \| \| \| \| \| \| \| \| \| \| \| \| \| \| \| \| \| \| \| \| \| \| \| \| \| \| \| \| \| \| \| \| \| \| \| \| \| \| \| \| \| \| \| 24. Leopold I của Thánh chế La Mã \| \| \| \| \| \| \| \| \| \| \| \| \| \| \| \| \| \| \| \| \| \| \| \| \| \| \| \| \| \| \| \| \| \| \| \| \| \| \| \| \| \| \| \| \| \| \| \| \| \| \| \| \| \| 12. Karl VI của Thánh chế La Mã \| \| \| \| \| \| \| \| \| \| \| \| \| \| \| \| \| \| \| \| \| \| \| \| \| \| \| \| \| \| \| \| \| \| \| \| \| \| \| \| \| \| \| \| \| \| \| \| \| \| \| \| \| \| 25. Eleonore Magdalene xứ Pfalz-Neuburg \| \| \| \| \| \| \| \| \| \| \| \| \| \| \| \| \| \| \| \| \| \| \| \| \| \| \| \| \| \| \| \| \| \| \| \| \| \| \| \| \| \| \| \| \| \| \| \| \| \| \| \| \| \| 6. Maria Theresia của Áo \| \| \| \| \| \| \| \| \| \| \| \| \| \| \| \| \| \| \| \| \| \| \| \| \| \| \| \| \| \| \| \| \| \| \| \| \| \| \| \| \| \| \| \| \| \| \| \| \| \| \| \| \| \| 26. Ludwig Rudolf I xứ Braunschweig-Wolfenbüttel \| \| \| \| \| \| \| \| \| \| \| \| \| \| \| \| \| \| \| \| \| \| \| \| \| \| \| \| \| \| \| \| \| \| \| \| \| \| \| \| \| \| \| \| \| \| \| \| \| \| \| \| \| \| 13. Elisabeth Christine xứ Braunschweig-Wolfenbüttel \| \| \| \| \| \| \| \| \| \| \| \| \| \| \| \| \| \| \| \| \| \| \| \| \| \| \| \| \| \| \| \| \| \| \| \| \| \| \| \| \| \| \| \| \| \| \| \| \| \| \| \| \| \| 27. Christine Luise xứ Oettingen-Oettingen \| \| \| \| \| \| \| \| \| \| \| \| \| \| \| \| \| \| \| \| \| \| \| \| \| \| \| \| \| \| \| \| \| \| \| \| \| \| \| \| \| \| \| \| \| \| \| \| \| \| \| \| \| \| 3. Maria Antonia của Áo \| \| \| \| \| \| \| \| \| \| \| \| \| \| \| \| \| \| \| \| \| \| \| \| \| \| \| \| \| \| \| \| \| \| \| \| \| \| \| \| \| \| \| \| \| \| \| \| \| \| \| \| \| \| 28. Charles V xứ Lorraine \| \| \| \| \| \| \| \| \| \| \| \| \| \| \| \| \| \| \| \| \| \| \| \| \| \| \| \| \| \| \| \| \| \| \| \| \| \| \| \| \| \| \| \| \| \| \| \| \| \| \| \| \| \| 14. Leopold I xứ Lorraine \| \| \| \| \| \| \| \| \| \| \| \| \| \| \| \| \| \| \| \| \| \| \| \| \| \| \| \| \| \| \| \| \| \| \| \| \| \| \| \| \| \| \| \| \| \| \| \| \| \| \| \| \| \| 29. Eleonore Maria của Áo \| \| \| \| \| \| \| \| \| \| \| \| \| \| \| \| \| \| \| \| \| \| \| \| \| \| \| \| \| \| \| \| \| \| \| \| \| \| \| \| \| \| \| \| \| \| \| \| \| \| \| \| \| \| 7. Franz I của Thánh chế La Mã \| \| \| \| \| \| \| \| \| \| \| \| \| \| \| \| \| \| \| \| \| \| \| \| \| \| \| \| \| \| \| \| \| \| \| \| \| \| \| \| \| \| \| \| \| \| \| \| \| \| \| \| \| \| 30. Philippe I xứ Orléans \| \| \| \| \| \| \| \| \| \| \| \| \| \| \| \| \| \| \| \| \| \| \| \| \| \| \| \| \| \| \| \| \| \| \| \| \| \| \| \| \| \| \| \| \| \| \| \| \| \| \| \| \| \| 15. Élisabeth Charlotte của Orléans \| \| \| \| \| \| \| \| \| \| \| \| \| \| \| \| \| \| \| \| \| \| \| \| \| \| \| \| \| \| \| \| \| \| \| \| \| \| \| \| \| \| \| \| \| \| \| \| \| \| \| \| \| \| 31. Liselotte xứ Pfalz \| \| \| \| \| \| \| \| \| \| \| \| \| \| \| \| \| \| \| \| \| \| \| \| \| \| \| \| \| \| \| \| \| \| \| \| \| \| \| \| \| \| \| \| \| \| \| \| \| \| \| \| |                                                      |  |  |  |  |  |  |  |  |  |  |  |  |  |  |  |
| |                                                      |  |  |  |  |  |  |  |  |  |  |  |  |  |  |  |
| | 16. Louis của Pháp                                   |  |  |  |  |  |  |  |  |  |  |  |  |  |  |  |
| |                                                      |  |  |  |  |  |  |  |  |  |  |  |  |  |  |  |
| |                                                      |  |  |  |  |  |  |  |  |  |  |  |  |  |  |  |
| | 8. Louis XV của Pháp                                 |  |  |  |  |  |  |  |  |  |  |  |  |  |  |  |
| |                                                      |  |  |  |  |  |  |  |  |  |  |  |  |  |  |  |
| |                                                      |  |  |  |  |  |  |  |  |  |  |  |  |  |  |  |
| | 17. Maria Adelaide của Savoia                        |  |  |  |  |  |  |  |  |  |  |  |  |  |  |  |
| |                                                      |  |  |  |  |  |  |  |  |  |  |  |  |  |  |  |
| |                                                      |  |  |  |  |  |  |  |  |  |  |  |  |  |  |  |
| | 4. Louis Ferdinand của Pháp                          |  |  |  |  |  |  |  |  |  |  |  |  |  |  |  |
| |                                                      |  |  |  |  |  |  |  |  |  |  |  |  |  |  |  |
| |                                                      |  |  |  |  |  |  |  |  |  |  |  |  |  |  |  |
| | 18. Stanisław I của Ba Lan                           |  |  |  |  |  |  |  |  |  |  |  |  |  |  |  |
| |                                                      |  |  |  |  |  |  |  |  |  |  |  |  |  |  |  |
| |                                                      |  |  |  |  |  |  |  |  |  |  |  |  |  |  |  |
| | 9. Maria của Ba Lan                                  |  |  |  |  |  |  |  |  |  |  |  |  |  |  |  |
| |                                                      |  |  |  |  |  |  |  |  |  |  |  |  |  |  |  |
| |                                                      |  |  |  |  |  |  |  |  |  |  |  |  |  |  |  |
| | 19. Katarzyna Opalińska                              |  |  |  |  |  |  |  |  |  |  |  |  |  |  |  |
| |                                                      |  |  |  |  |  |  |  |  |  |  |  |  |  |  |  |
| |                                                      |  |  |  |  |  |  |  |  |  |  |  |  |  |  |  |
| | 2. Louis XVI của Pháp                                |  |  |  |  |  |  |  |  |  |  |  |  |  |  |  |
| |                                                      |  |  |  |  |  |  |  |  |  |  |  |  |  |  |  |
| |                                                      |  |  |  |  |  |  |  |  |  |  |  |  |  |  |  |
| | 20. August II của Ba Lan                             |  |  |  |  |  |  |  |  |  |  |  |  |  |  |  |
| |                                                      |  |  |  |  |  |  |  |  |  |  |  |  |  |  |  |
| |                                                      |  |  |  |  |  |  |  |  |  |  |  |  |  |  |  |
| | 10. August III của Ba Lan                            |  |  |  |  |  |  |  |  |  |  |  |  |  |  |  |
| |                                                      |  |  |  |  |  |  |  |  |  |  |  |  |  |  |  |
| |                                                      |  |  |  |  |  |  |  |  |  |  |  |  |  |  |  |
| | 21. Christiane Eberhardine xứ Brandenburg-Bayreuth   |  |  |  |  |  |  |  |  |  |  |  |  |  |  |  |
| |                                                      |  |  |  |  |  |  |  |  |  |  |  |  |  |  |  |
| |                                                      |  |  |  |  |  |  |  |  |  |  |  |  |  |  |  |
| | 5. Maria Josepha của Ba Lan                          |  |  |  |  |  |  |  |  |  |  |  |  |  |  |  |
| |                                                      |  |  |  |  |  |  |  |  |  |  |  |  |  |  |  |
| |                                                      |  |  |  |  |  |  |  |  |  |  |  |  |  |  |  |
| | 22. Joseph I của Thánh chế La Mã                     |  |  |  |  |  |  |  |  |  |  |  |  |  |  |  |
| |                                                      |  |  |  |  |  |  |  |  |  |  |  |  |  |  |  |
| |                                                      |  |  |  |  |  |  |  |  |  |  |  |  |  |  |  |
| | 11. Maria Josepha Benedikta của Áo                   |  |  |  |  |  |  |  |  |  |  |  |  |  |  |  |
| |                                                      |  |  |  |  |  |  |  |  |  |  |  |  |  |  |  |
| |                                                      |  |  |  |  |  |  |  |  |  |  |  |  |  |  |  |
| | 23. Wilhelmine Amalie xứ Braunschweig-Lüneburg       |  |  |  |  |  |  |  |  |  |  |  |  |  |  |  |
| |                                                      |  |  |  |  |  |  |  |  |  |  |  |  |  |  |  |
| |                                                      |  |  |  |  |  |  |  |  |  |  |  |  |  |  |  |
| | 1. Louis Joseph Xavier François của Pháp             |  |  |  |  |  |  |  |  |  |  |  |  |  |  |  |
| |                                                      |  |  |  |  |  |  |  |  |  |  |  |  |  |  |  |
| |                                                      |  |  |  |  |  |  |  |  |  |  |  |  |  |  |  |
| | 24. Leopold I của Thánh chế La Mã                    |  |  |  |  |  |  |  |  |  |  |  |  |  |  |  |
| |                                                      |  |  |  |  |  |  |  |  |  |  |  |  |  |  |  |
| |                                                      |  |  |  |  |  |  |  |  |  |  |  |  |  |  |  |
| | 12. Karl VI của Thánh chế La Mã                      |  |  |  |  |  |  |  |  |  |  |  |  |  |  |  |
| |                                                      |  |  |  |  |  |  |  |  |  |  |  |  |  |  |  |
| |                                                      |  |  |  |  |  |  |  |  |  |  |  |  |  |  |  |
| | 25. Eleonore Magdalene xứ Pfalz-Neuburg              |  |  |  |  |  |  |  |  |  |  |  |  |  |  |  |
| |                                                      |  |  |  |  |  |  |  |  |  |  |  |  |  |  |  |
| |                                                      |  |  |  |  |  |  |  |  |  |  |  |  |  |  |  |
| | 6. Maria Theresia của Áo                             |  |  |  |  |  |  |  |  |  |  |  |  |  |  |  |
| |                                                      |  |  |  |  |  |  |  |  |  |  |  |  |  |  |  |
| |                                                      |  |  |  |  |  |  |  |  |  |  |  |  |  |  |  |
| | 26. Ludwig Rudolf I xứ Braunschweig-Wolfenbüttel     |  |  |  |  |  |  |  |  |  |  |  |  |  |  |  |
| |                                                      |  |  |  |  |  |  |  |  |  |  |  |  |  |  |  |
| |                                                      |  |  |  |  |  |  |  |  |  |  |  |  |  |  |  |
| | 13. Elisabeth Christine xứ Braunschweig-Wolfenbüttel |  |  |  |  |  |  |  |  |  |  |  |  |  |  |  |
| |                                                      |  |  |  |  |  |  |  |  |  |  |  |  |  |  |  |
| |                                                      |  |  |  |  |  |  |  |  |  |  |  |  |  |  |  |
| | 27. Christine Luise xứ Oettingen-Oettingen           |  |  |  |  |  |  |  |  |  |  |  |  |  |  |  |
| |                                                      |  |  |  |  |  |  |  |  |  |  |  |  |  |  |  |
| |                                                      |  |  |  |  |  |  |  |  |  |  |  |  |  |  |  |
| | 3. Maria Antonia của Áo                              |  |  |  |  |  |  |  |  |  |  |  |  |  |  |  |
| |                                                      |  |  |  |  |  |  |  |  |  |  |  |  |  |  |  |
| |                                                      |  |  |  |  |  |  |  |  |  |  |  |  |  |  |  |
| | 28. Charles V xứ Lorraine                            |  |  |  |  |  |  |  |  |  |  |  |  |  |  |  |
| |                                                      |  |  |  |  |  |  |  |  |  |  |  |  |  |  |  |
| |                                                      |  |  |  |  |  |  |  |  |  |  |  |  |  |  |  |
| | 14. Leopold I xứ Lorraine                            |  |  |  |  |  |  |  |  |  |  |  |  |  |  |  |
| |                                                      |  |  |  |  |  |  |  |  |  |  |  |  |  |  |  |
| |                                                      |  |  |  |  |  |  |  |  |  |  |  |  |  |  |  |
| | 29. Eleonore Maria của Áo                            |  |  |  |  |  |  |  |  |  |  |  |  |  |  |  |
| |                                                      |  |  |  |  |  |  |  |  |  |  |  |  |  |  |  |
| |                                                      |  |  |  |  |  |  |  |  |  |  |  |  |  |  |  |
| | 7. Franz I của Thánh chế La Mã                       |  |  |  |  |  |  |  |  |  |  |  |  |  |  |  |
| |                                                      |  |  |  |  |  |  |  |  |  |  |  |  |  |  |  |
| |                                                      |  |  |  |  |  |  |  |  |  |  |  |  |  |  |  |
| | 30. Philippe I xứ Orléans                            |  |  |  |  |  |  |  |  |  |  |  |  |  |  |  |
| |                                                      |  |  |  |  |  |  |  |  |  |  |  |  |  |  |  |
| |                                                      |  |  |  |  |  |  |  |  |  |  |  |  |  |  |  |
| | 15. Élisabeth Charlotte của Orléans                  |  |  |  |  |  |  |  |  |  |  |  |  |  |  |  |
| |                                                      |  |  |  |  |  |  |  |  |  |  |  |  |  |  |  |
| |                                                      |  |  |  |  |  |  |  |  |  |  |  |  |  |  |  |
| | 31. Liselotte xứ Pfalz                               |  |  |  |  |  |  |  |  |  |  |  |  |  |  |  |
| |                                                      |  |  |  |  |  |  |  |  |  |  |  |  |  |  |  |
| |                                                      |  |  |  |  |  |  |  |  |  |  |  |  |  |  |  |

1. ↑  Maxtone-Graham, Margaret Ethel Blair Oliphant (1915). Children of France. Internet Archive. New York, E.P. Dutton and Co. tr. 244.
2. 1 2 3 4 5  "15.Louis-Joseph, dauphin de France, fils de Louis XVI – Histoire et Secrets" (bằng tiếng Pháp). Truy cập ngày 1 tháng 4 năm 2025.
3. 1 2 3 4 5  "22 octobre 1781: Naissance de M. le Dauphin". maria-antonia.forumactif.com (bằng tiếng Pháp). Truy cập ngày 1 tháng 4 năm 2025.
4. ↑  Philippe Delorme, Les princes du malheur, Perrin, 2008, tr. 80
5. 1 2  Philippe Delorme, Les princes du malheur, Perrin, 2008, tr. 116
6. ↑  "04 juin 1789: Décès de Louis Joseph Xavier François de Bourbon". maria-antonia.forumactif.com (bằng tiếng Pháp). Truy cập ngày 1 tháng 4 năm 2025.
7. ↑  "Les coeurs et entrailles des reines, princes et princesses au Val-de-Grâce (avant 1793)". saintdenis-tombeaux.1fr1.net (bằng tiếng Pháp). Truy cập ngày 1 tháng 5 năm 2025.

- Maria Antonia của Áo
- Louis XVI của Pháp
- Marie Thérèse Charlotte của Pháp
- Louis XVII của Pháp

Findagrave.com
Louis-Joseph, premier dauphin de Louis XVI
Celebration de la naissance du Dauphin